# Гарем (фильм, 1967)
«Гарем» (итал. L'harem) — кинофильм режиссёра Марко Феррери.

## Сюжет
Классический восточный гарем объединяет несколько бесправных женщин и одного владыку этого хозяйства — мужчину. В картине показывается перевёртыш: Маргериту — шикарную «платиновую» блондинку и множество мужчин, формирующих её гарем. Маргерита не хочет делать выбор между четырьмя мужчинами и выйти замуж за одного из них, чтобы не лишиться других. Среди них есть и стеснительный, и слишком раскованный, и даже представитель сексуального меньшинства! Ну чем не семья?!

## В ролях
- Кэрролл Бейкер — Маргерита
- Гастоне Москин — Джанни
- Ренато Сальватори — Гаэтано
- Мишель Ле Руайе — Майк
- Уильям Бергер — Марио
- Уго Тоньяцци